# Michael Blake
Michael Blake (Fort Bragg, 5 luglio 1945 – Tucson, 2 maggio 2015) è stato uno scrittore, sceneggiatore e regista statunitense, noto come autore del libro Balla coi lupi e sceneggiatore dell'omonimo film.

## Filmografia

### Sceneggiatore
- Amore e morte al tavolo da gioco (Stacey's Knights), regia di Jim Wilson (1983)
- Balla coi lupi (Dances with Wolves), regia di Kevin Costner (1990)

### Regista e sceneggiatore
- Laughing Horse (1986) - film TV
- Winding Stair (1998)

## Opere
- Balla coi lupi (Dances with Wolves) (1988)
- Airman Mortensen (1991)
- Marching to Valhalla (1996)
- La lunga strada nel vento (The Holy Road) (2001)
- La danza dell'ultimo bisonte (2002)
- Into the Stars (2011)